# Cadel Evans Great Ocean Road Race 2016
Cadel Evans Great Ocean Road Race 2016 – 2. edycja wyścigu kolarskiego Cadel Evans Great Ocean Road Race, która odbyła się 31 stycznia 2016 na liczącej blisko 174 kilometry trasie wokół miasta Geelong. Impreza kategorii 1.HC była częścią UCI Oceania Tour 2016.

## Drużyny
| WorldTeams (9)- BMC Racing Team - Dimension Data - IAM Cycling - Katusha - Lotto NL-Jumbo - Lotto-Soudal - Orica-GreenEDGE - Sky - Trek-Segafredo Professional continental teams (4)- Drapac - Nippo-Vini Fantini - Team Novo Nordisk - UnitedHealthcare Continental teams (7)- Attaque Team Gusto - Avanti IsoWhey Sports - Data3 Cisco Racing-Scody - JLT Condor - Kenyan Riders Downunder - St George Merida Cycling Team - State of Matter MAAP Reprezentacja- Australia |
| |

## Klasyfikacja generalna
| \| Klasyfikacja generalna \| Klasyfikacja generalna \| Klasyfikacja generalna \| Klasyfikacja generalna \| Klasyfikacja generalna \| \| Kolarz \| Kolarz \| Państwo \| Drużyna \| Czas \| \| ---------------------- \| ---------------------- \| ---------------------- \| ---------------------- \| ---------------------- \| \| 1. \| Peter Kennaugh \| Wielka Brytania \| Team Sky \| 4h 04' 59" \| \| 2. \| Leigh Howard \| Australia \| IAM Cycling \| + 6" \| \| 3. \| Niccolò Bonifazio \| Włochy \| Trek-Segafredo \| + 6" \| \| 4. \| Pim Ligthart \| Holandia \| Lotto-Soudal \| + 6" \| \| 5. \| Simon Gerrans \| Australia \| Orica-GreenEDGE \| + 6" \| \| 6. \| Nathan Haas \| Australia \| Dimension Data \| + 6" \| \| 7. \| Aleksiej Catiewicz \| Rosja \| Katusha \| + 6" \| \| 8. \| Ben Swift \| Wielka Brytania \| Team Sky \| + 6" \| \| 9. \| Enrico Battaglin \| Włochy \| LottoNL-Jumbo \| + 6" \| \| 10. \| Dion Smith \| Nowa Zelandia \| ONE Pro Cycling \| + 6" \| |                    |                 |                 |            |
| |                    |                 |                 |            |
| Źródła: ProCyclingStats Cycling Quotient Cycling Archives |                    |                 |                 |            |
| Klasyfikacja generalna |                    |                 |                 |            |
| Kolarz | Kolarz             | Państwo         | Drużyna         | Czas       |
| 1. | Peter Kennaugh     | Wielka Brytania | Team Sky        | 4h 04' 59" |
| 2. | Leigh Howard       | Australia       | IAM Cycling     | + 6"       |
| 3. | Niccolò Bonifazio  | Włochy          | Trek-Segafredo  | + 6"       |
| 4. | Pim Ligthart       | Holandia        | Lotto-Soudal    | + 6"       |
| 5. | Simon Gerrans      | Australia       | Orica-GreenEDGE | + 6"       |
| 6. | Nathan Haas        | Australia       | Dimension Data  | + 6"       |
| 7. | Aleksiej Catiewicz | Rosja           | Katusha         | + 6"       |
| 8. | Ben Swift          | Wielka Brytania | Team Sky        | + 6"       |
| 9. | Enrico Battaglin   | Włochy          | LottoNL-Jumbo   | + 6"       |
| 10. | Dion Smith         | Nowa Zelandia   | ONE Pro Cycling | + 6"       |